# Road Games (álbum)
| Críticas profissionais | Críticas profissionais |
| Avaliações da crítica  | Avaliações da crítica  |
| Fonte                  | Avaliação              |
| ---------------------- | ---------------------- |
| Allmusic               | [ 1 ]                  |

Road Games é um EP do guitarrista virtuoso inglês Allan Holdsworth. Lançado em 1983 apenas no formato vinyl, ele é o terceiro álbum de sua discografia.
No ano seguinte ao seu lançamento, ele foi indicado ao Grammy Award para Best Rock Instrumental Performance

## Faixas
Todas as faixas compostas por Allan Holdsworth.
| N.º            | Título                      | Duração |  |
| 1.             | "Three Sheets to the Wind"  | 4:14    |  |
| 2.             | "Road Games"                | 4:14    |  |
| 3.             | "Water on the Brain Pt. II" | 2:49    |  |
| 4.             | "Tokyo Dream"               | 4:04    |  |
| 5.             | "Was There?"                | 4:09    |  |
| 6.             | "Material Real"             | 4:41    |  |
| Duração total: | Duração total:              | 24:11   |  |

## Créditos Musicais
- Allan Holdsworth – guitarra, produção
- Paul Williams – vocais (faixa 2)
- Jack Bruce – vocais (faixas 5, 6)
- Chad Wackerman – baterias
- Jeff Berlin – Baixo
- Joe Turano – back vocals
- Paul Korda – back vocals

## Prêmios e Indicações
| Ano  | Prêmio        | Categoria                          | Indicação       | Resultado | Ref.  |
| ---- | ------------- | ---------------------------------- | --------------- | --------- | ----- |
| 1984 | Grammy Awards | Best Rock Instrumental Performance | Road Games - EP | Indicado  | [ 2 ] |